# Vella fallax
Vella fallax är en insektsart som först beskrevs av Jules Pièrre Rambur 1842.  Vella fallax ingår i släktet Vella och familjen myrlejonsländor.

## Underarter
Arten delas in i följande underarter:
- V. f. texana
- V. f. fallax